# Chlorochroa rita
Chlorochroa rita är en insektsart som först beskrevs av Van Duzee 1934.  Chlorochroa rita ingår i släktet Chlorochroa och familjen bärfisar. Inga underarter finns listade i Catalogue of Life.